# Сальфи, Франческо
Франческо Саверио Сальфи (итал. Francesco Saverio Salfi; 24 января 1759, Козенца — 1832, Париж) — итальянский писатель

, поэт, либреттист
, политик, педагог, профессор Миланского университета, политик.

## Биография
Рукоположён священником. С молодости отличался способностью сочинять стихи, был принят в Академию Козентина. Был сторонником Французской революции.
В 1794 году отправился в Милан, где увлёкся театром. Вернулся в Неаполь с французской армией в 1798 году и был назначен генеральным секретарём правительства Партенопеанской Республики, провозглашенной в январе 1799 года неаполитанскими республиканцами, с помощью французских войск свергнувшими бурбонскую монархию Неаполитанского королевства.
В 1799 году бежал во Францию, вернулся в Италию после битвы при Маренго и стал студентом Академии Брера, где изучал историю и философию, дипломатию и общественное право.
В 1815 году навсегда переехал во Францию, но продолжал играть роль в итальянской политике. Например, в 1831 году он вместе с Филиппо Буонарроти написал «Прокламацию к итальянскому народу от Альп до Этны» в поддержку республиканского восстания, организованного группой итальянских политических изгнанников под руководством Лафайета. В Прокламации утверждалось, что «не может быть свободы без независимости, независимости без силы и силы без единства. Тогда давайте приложим все усилия, чтобы сделать Италию независимой, единой и свободной как можно скорее», и заканчивалось словами «может быть тираны падут, пусть их короны распадутся на куски, и из их руин поднимется Итальянская республика, единая и неделимая от Альп до моря».
Как поэт, Сальфи сочинил несколько стихов о Наполеоне, а также ряд трагедий, вдохновленных Альфьери (например, Virginia bresciana в 1797, Pausania в 1801), множество либретто.
Сегодня его помнят главным образом как автора рассуждений по истории «Dell’uso dell’istoria» (1807) и «Dell’influenza della storia» (1815), «L’Italie au dix-neuvième siècle» (1821) и, прежде всего, продолжения литературной истории Италии Женгене, опубликованной посмертно. Важным его трудом является собственное «Руководство Сальфи по истории итальянской литературы», которое также появилось посмертно в 1834 году. Сальфи описал его как «исторический очерк литературы Италии» и принял новаторское разделение на периоды, начиная с 75-го года каждого столетия и заканчивая 75-м годом следующего, тем самым добившись менее фрагментированного видения итальянской литературы.

## Избранные труды
- «Saggio storico-critico sulla commedia italiana» (Париж, 1829);
- «Résumé de l’histoire littéraire d’Italie» (1834—35),
- Histoire littéraire de l’Italie" (т. 11—14, 1834—35; продолжение труда Женгенэ).